# Stenochrus mulaiki
Stenochrus mulaiki är en spindeldjursart som först beskrevs av Willis J. Gertsch 1940.  Stenochrus mulaiki ingår i släktet Stenochrus och familjen Hubbardiidae. Inga underarter finns listade i Catalogue of Life.